# Jean-Pierre Arcile
Jean-Pierre Arcile, né le 24 août 1953, est peintre officiel de la Marine.

## Biographie
Jean-Pierre Arcile naît le 24 août 1953. Originaire de la Sarthe, il est résidant de l'Île-aux-Moines.
Il est peintre officiel de la Marine. En 2009 il voyage au Liban. Il expose à l'Île-aux-Moines en 2019 et en 2021.

## Publications
- L'Île-aux-Moînes : une île à croquer, 1996 (présentation en ligne)
- Sein, une île à fleur d'écume, 2010 (ISBN 9782951424074, présentation en ligne)
- L'Île d'Yeu : pour le plaisir des yeux, 2010 (ISBN 9782951424050, présentation en ligne)
- L'Île aux Moines : la perle du golfe du Morbihan, 2010 (ISBN 9782951424081, présentation en ligne)
- Elle est froide mais elle est bonne ! : vie et mœurs de l'homo plagensis, 2010 (ISBN 9782951424036, présentation en ligne)
- Le Liban : Pays de séduction, 2010 (ISBN 9782951424098, présentation en ligne)
- La Palourde singulière : petit livre de recettes savoureuses à l'usage des pêcheuses et pêcheurs, 2010 (ISBN 9782951424043, présentation en ligne)
- Humeur et Rumeur sur l'île de Noirmoutier, 2011 (ISBN 9782951424029, présentation en ligne) (avec Éric Bouhier)